# Fake It Flowers
Fake It Flowers — дебютный студийный альбом британско-филиппинской певицы и автора-исполнителя Беатрис Кристи Илехай Лаус, более известной как Beabadoobee, вышедший 16 октября 2020 на английском независимом лейбле Dirty Hit. Продолжая отход от своего предыдущего лоу-фай поп-звучания, начатого в мини-альбоме Space Cadet, Fake It Flowers — это более гитарный альбом, напоминающий «слэкерский рок 90-х» и альтернативный рок. Beabadoobee объявила о выходе альбома в середине июля 2020 года и поддержала его синглами «Care», «Sorry», «Worth It», «How Was Your Day?» и «Together». В 2021 году она отправилась в хедлайнерский тур по Великобритании и Ирландии в поддержку альбома.

## История
В начале 2020 года Beabadoobee впервые в своей карьере добилась международного коммерческого успеха после того, как её сингл 2017 года «Coffee» был использован в сингле канадского рэпера Powfu «Death Bed». Песня попала в топ-20 чартов более чем 27 стран и принесла Beabadoobee первый платиновый сертификат в США, Великобритании, Австралии и Новой Зеландии.
На фоне международной шумихи вокруг «Death Bed», Beabadoobee анонсировала Fake It Flowers 15 июля 2020 года и выпустила лид-сингл и открывающий альбом трек «Care».
Beabadoobee анонсировала хэдлайнерский тур Великобритании и Ирландии в поддержку альбома в конце 2021 года. 28 сентября она выпустила сингл «How Was Your Day?» вместе с музыкальным видео. Beabadoobee выпустила трек «Together» в качестве финального пятого сингла 13 октября 2020 года.

## Композиция
Песни Fake It Flowers исполняются преимущественно в жанре альтернативного рока (или «альт-рока»), а также инди-рока (или «слэкер-рока») и поэтому в ней широко используется электрогитара.
Многие критики проводили сравнения с «слэкер-роком бездельников 90-х» (или «инди-роком 90-х»), который оказал сильное влияние на Beabadoobee. В музыкальном плане альбом также описывался как «баблгранж» (смесь музыки баблгранж и гранжа). Крис ДеВилль из Stereogum написал, что «мечтательная смесь гранжа, шугейза, бритпопа, эмо и других поджанров эпохи Клинтона с гитарным сопровождением неизменно увлекательна и временами трансцендентна». Люси Шенкер из Consequence of Sound считает, что Beabadoobee «передают 90-е с помощью мощных поп-панк песен». Райли Ремедиос из Exclaim! отметил, что альбом «стремится размыть жанровый барьер между гаражным роком 90-х и lo-fi поп». Лиззи Манно из Paste написала, что «большинство песен на Fake It Flowers сосредоточены на hi-fi, текстурированном рок-звучании с гимническими припевами».
Софи Уильямс из NME дала лид-синглу альбома «Care» четыре звезды из пяти и описала его как «приманивающий к арене альт-рок-топот от гитарного героя поколения Z».

## Отзывы
| Совокупная оценка    | Совокупная оценка |
| Источник             | Оценка            |
| -------------------- | ----------------- |
| AnyDecentMusic?      | 7.6/10            |
| Metacritic           | 81/100            |
| Оценки критиков      |                   |
| Источник             | Оценка            |
| AllMusic             | [ 30 ]            |
| Clash                | 8/10              |
| Consequence of Sound | B+                |
| DIY                  | [ 23 ]            |
| Evening Standard     | [ 20 ]            |
| Exclaim!             | 8/10              |
| The Independent      | [ 24 ]            |
| The Line of Best Fit | 9/10              |
| musicOMH             | [ 33 ]            |
| NME                  | [ 17 ]            |
| Pitchfork            | 6.4/10            |

Альбом получил положительные отзывы музыкальных критиков и интернет-изданий. По данным агрегатора рецензий Metacritic альбом Beatopia получил «в целом благоприятные отзывы» на основе средневзвешенной оценки 81 из 100 баллов из 18 рецензий критиков. Агрегатор AnyDecentMusic? поставил ей 7,6 из 10, основываясь на своей оценке консенсуса критиков. Более критическая рецензия от Pitchfork оценила альбом в 6,4 из 10: «Fake It Flowers — это альбом вибраций: Он использует наклонные мелодии и фланелевую эстетику альтернативного рока на службе у поп-хуков, которые почти впечатляюще упрощены и повторяются».
Томас Смит из NME оценил пластинку в пять звёзд из пяти и написал, что «путешествие от поп-героя спальни до настоящей рок-звезды завершилось в потрясающем дебютном альбоме лондонца с гимническим слэкер-роком». Робин Мюррей из Clash назвал Fake it Flowers «настоящей жемчужиной» и «мгновенно классическим дебютным альбомом», который «работает на беспредельной уверенности» и является «раскрывающим, захватывающим [и] очаровывающим». Бен Девлин из musicOMH также назвал альбом «очень хорошо выполненным дебютом, отличающимся последовательным, приятным стилем, полностью сформировавшейся личностью и запоминающимися мелодиями, которые говорят голове и сердцу». Микаэль Вудс из Los Angeles Times написал, что альбом «полон размытых и запоминающихся гитарных джемов в стиле 90-х». Марианна Элоиз из Louder Sound отметила, что «благодаря акустическим гитарам и нечёткому производству, [Fake It Flowers] сохранил DIY-чувство ранних треков Beabadoobee», отметив при этом, что на протяжении всего альбома она «экспериментирует с более тяжёлыми звуками». Из-за «способности соединить задумчивую эйфорию, приторный гитарный заряд и сладкие поп-мелодии» Джон Долан из Rolling Stone сравнил альбом с American Thighs (1994) группы Veruca Salt и Totally Crushed Out (1995) группы That Dog.
Райли Ремедиос из Exclaim! написал, что альбом «стремится размыть жанровый барьер между гаражным роком 90-х и lo-fi поп-музыкой, обнаруживая, что она находится на пороге вхождения в мейнстрим радио, оставаясь при этом начинающей рок-звездой в своём собственном амплуа». Ремедиос отметил, что альбом «подпитывался её любовью к бритпопу» и что он «несёт в себе глубокую ностальгию по той эпохе гранжа, сколотого винила и винтажных ниток», написав при этом, что его «песни звучат так, будто они были записаны во время кача с её друзьями в гараже с безразличным отношением к музыке — и это работает». Эмили Бутл из New Statesman похвалила Beabadoobee и назвала её «старомодным грозным талантом», который «доказывает свой талант сложным написанием песен, которое идёт глубже, чем эстетика нового тысячелетия». Бутл также назвал альбом «почти безупречной записью ностальгии по Y2K», которая «идеально передаёт как прошлое, так и будущее». Шарлотта Крофт из The Line of Best Fit также назвала Beabadoobee «маяком ностальгии для детей 90-х» и сказала, что «истинная суть того, кто она есть, осталась, возвращая нас в более простые времена, украшенные мохеровым трикотажем и мешковатыми джинсами». Сьюзан Дарлингтон из Loud and Quiet отметила влияние таких групп, как Pavement и Pixies, на протяжении всего альбома и отметила лёгкое сходство с Giant Drag и Belly в их эпоху альбома King. Хизер Фарес из AllMusic также провела небольшое сравнение с Sundays и Cranberries в разных треках альбома и заключила, что «дар Beabadoobee переводить сложные эмоции в доступные песни так же важен для её музыки, как и её быстро развивающееся звучание, и оба они сияют на Fake It Flowers».
Джеймс Эйлс из Gigwise описал альбом как «очень отполированную работу, которая только начинает намекать на потенциал молодой женщины с гитарой», подчеркнув, что «пройдя путь от сочинений в своей спальне до дебютной пластинки в быстром порядке, чувствуется, что у Beabadoobee ещё многое впереди». В несколько более негативной рецензии Зои Андреа-Ликургу из Vinyl Chapters возразила этому утверждению, написав, что Fake It Flowers «демонстрирует развитие Beabadoobee со времён её „Coffee“, но ясно, что ей ещё предстоит пройти долгий путь».

## Итоговые списки
Pitchfork назвал «Care» одной из лучших песен 2020 года, а Consequence of Sound поместил эту песню на 15-е место в списке 50 лучших песен 2020 года. The New York Times и NME также включили песню в топ-20 своих списков по итогам года, а журнал Crack Magazine поместил её на 10-е место в своём списке.

### Итоговыве списки
| Критик/Публикация    | Список                            | Ранг | Ссылка |
| -------------------- | --------------------------------- | ---- | ------ |
| Consequence of Sound | Top 50 Albums of 2020             | 23   | [ 45 ] |
| PopMatters           | Top 10 Indie Rock Albums of 2020  | 10   | [ 46 ] |
| Rolling Stone        | The 50 Best Albums of 2020        | 39   | [ 47 ] |
| Under the Radar      | Top 100 Albums of 2020            | 46   | [ 48 ] |
| Uproxx               | The Best Albums and Songs of 2020 | 47   | [ 49 ] |

## Список композиций
Слова и музыка всех песен — Beabadoobee.
| №                   | Название                     | Длительность |
| ------------------- | ---------------------------- | ------------ |
| 1.                  | «Care»                       | 3:14         |
| 2.                  | «Worth It»                   | 3:14         |
| 3.                  | «Dye It Red»                 | 3:09         |
| 4.                  | «Back to Mars»               | 1:30         |
| 5.                  | «Charlie Brown»              | 2:32         |
| 6.                  | «Emo Song»                   | 3:38         |
| 7.                  | «Sorry»                      | 3:53         |
| 8.                  | «Further Away»               | 3:07         |
| 9.                  | «Horen Sarrison»             | 5:35         |
| 10.                 | «How Was Your Day?»          | 4:20         |
| 11.                 | «Together»                   | 3:20         |
| 12.                 | «Yoshimi, Forest, Magdalene» | 3:24         |
| Общая длительность: | Общая длительность:          | 41:02        |

| №   | Название     | Длительность |
| --- | ------------ | ------------ |
| 13. | «First Date» |              |

## Позиции в чартах
| Чарт (2020)                              | Высшая позиция |
| ---------------------------------------- | -------------- |
| Австралия (ARIA)                         | 96             |
| Ирландия (IRMA)                          | 88             |
| Япония (Oricon)                          | 106            |
| Япония Download Albums (Billboard Japan) | 88             |
| Шотландия (Scottish Albums Chart)        | 3              |
| Великобритания (UK Albums Chart)         | 8              |
| США (Billboard 200)                      | 189            |
| США (Billboard Top Heatseekers Albums)   | 2              |
| США (Billboard Independent Albums)       | 40             |
| США (Billboard Top Alternative Albums)   | 13             |
| США (Billboard Top Rock Albums)          | 28             |